# Lăstun de Mascarene
Lăstunul de Mascarene (Phedina borbonica) este o specie de pasăre din familia Hirundinidae. Se reproduce în Madagascar și în Insulele Mascarene. Subspecia nominalizată se găsește în Mauritius și Réunion și nu a fost niciodată găsită departe de Insulele Mascarene, dar subspecia mai mică din Madagascar, P. b. madagascariensis, este migratoare și a fost înregistrat iernând în Africa de Est sau rătăcind către alte insule din Oceanul Indian.